# Garni
Garni (armensko Գառնի) je vas v armenski provinci Kotajk, približno 33 km jugovzhodno od Erevana, na poti, ki vodi do znanega samostana Geghard. Leta 2011je imelo naselje 6910.

## Zgodovina
Naselje ima starodavno zgodovino in je najbolj znano po helenističnem templju. Območje je bilo prvič zasedeno v 3. tisočletju pred našim štetjem vzdolž zlahka branljivega terena na enem od ovinkov reke Azat. V 8. stoletju pred našim štetjem je območje osvojil urartski kralj Argišti I.. Utrdba pri Garniju je bila postavljena verjetno nekje v 3. stoletju pred našim štetjem kot poletna rezidenca za armenske kraljeve dinastije Orontidov in Artaksiadov. Kasneje okoli 1. stoletja pred našim štetjem je trdnjava Garni postala zadnje zatočišče armenskega kralja Mitridata in tam, kjer je skupaj z družino umoril njegov zet in nečak Ramamist. Trdnjavo je leta 1386 opustošil Timur Lenk. Leta 1679 je območje porušil potres, ki je uničil tudi tempelj.

## Spomeniki in znamenitosti
Garni je znan po svojem trdnjavskem kompleksu s templjem iz 1. stoletja n. št., templjem v Surb Astvacacin, cerkvijo Maštoc Hajrapet, porušeno enoladijsko cerkvijo iz 4. stoletja, porušeno svetišče Tuk Manuk, svetišče svetega Sargisa in svetišče kraljice Katranide.
V bližini je soteska Garni z dobro ohranjenimi bazaltnimi stebri, izklesanimi ob reki Goght, na mestu kjer se sreča z reko Azat. Ta del soteske običajno imenujejo Simfonija kamnov. Najlažje se pride po cesti, ki vodi levo navzdol po soteski, tik preden se pride do templja Garni. Še ena cesta vodi v sotesko skozi vas, po kamniti cesti in v dolino.
Ko se v dolino zavije desno do soteske Garni, stoji srednjeveški most iz 11. stoletja. Če zavije levo, se ob reki pride do ribogojnice in dalje do državnega rezervata Kosrov in malo naprej samostana Havuts Tar (ki ga je mogoče videti od templja). Srednjeveški most je bil leta 2013 kontroverzno obnovljen v okviru projekta, ki ga je ameriška vlada organizirala in plačala prek svojega sklada veleposlanikov za ohranjanje kulture. Kritiki pravijo, da je delo uničilo vrednost mostu kot zgodovinskega spomenika. Znotraj rezervata Kosrov so Aghjots Vank iz 13. stoletja, cerkev svetega Stepanosa in trdnjava Kakavaberd.

## Galerija
- Karta Garnija in okolice
- Tempelj Garni
- Cerkev sv. Siona blizu templja Garni, 7. do 9. stoletja
- Cerkev Maštoc Hajrapet, 12. stoletje
- Garni, cerkev Surp Astvacacin, 11. st.
- Ruševine cerkve Kumarazham, 4.-5. st.
- Razvaline enoladijske kapele iz 4. stoletja na zahodni strani pokopališča Garni
- Soteska Garni Simfonija kamnov
- Most iz 11. stoletja, ki prečka reko Azat v soteski Garni (pred obnovo
- Samostanski kompleks Havuts Tar, ki je čez sotesko, 11. do 13. stoletja
- Aghjots Vank z 13. stoletja, ki je v državnem rezervatu Kosrov